# R5-ös autóút (Szlovákia)
A szlovákiai R5-ös gyorsforgalmi út egy tervezett gyorsforgalmi út Szlovákia északnyugati részén, amely Fenyvesszoros-tól, a D3-as autópályától a határátkelési pontig tart és  Csehországba vezető cseh 11-es főúton folytatódik. Az R5-ös autóút teljes hossza mindössze 1,7 km és az útvonal része az E75-ös európai útnak.

## Története
A nyomvonal vizsgálatok során számos változatot mérlegeltek, ideértve a nulla változatot is, azaz az építkezés elutasítását, és a meglévő 11-es főút félautópályaként való kiépítését is. A döntés során eddig a nulla változatot és az útszélesítést is  elutasították. A piros változatban Fenyvesszoros falu beépített részének az R5 autóúttal való összeköttetését vették figyelembe. A zöld változat nem vette figyelembe a meglévő kereszteződéseket és külön szintű csomópontokat javasolt.
A 2010-es Környezetvédelmi Minisztériumi vélemény a piros változat megvalósítását támogatta 11,5 méteres útkorononával (fél autótút) az első ütemben. A kereszteződések forgalmi kapacitásainak elérése után a második ütemben javasolta a zöld nyomvonal szerinti csomóponti kialakítás felülvizsgálatát és a külön szintű kereszteződések kialakítását. A számítások alapján ezt 2040-ben érné el csak az út, így akkor javasolnák a 22,5 méteres koronaszélesség kialakítását. A Szlovák Nemzeti Autópálya Társaság a gyorsforgalmi útnak a kiépítését csak 2030 után javasolja. A gyorsforgalmi út építési igényének későbbi újraértékelése azonban nem kizárt, amelynek oka gyorsforgalmi kapcsolat hiánya a Cseh Köztársasággal. Ellene szól a rövid R5-ös autóút nagy szállító kapacitásának kialakításának bonyolultsága és magas költségek (alig 1,7 km-re több mint 50 millió euró). Csehország azonban a saját 11-es főútjának gyorsforgalmi paraméterekké való alakítását részben teljes profilban, részben fél autóútként 2022-ig tervezte.

## Díjfizetés
Az út díjfizetés ellenében vehető majd igénybe.